# میسیسیپی ولی استیت (میسیسیپی)
میسیسیپی ولی استیت (میسیسیپی) (انگلیسی: Mississippi Valley State (CDP), Mississippi) یک منطقهٔ مسکونی در ایالات متحده آمریکا است که در شهرستان لفلور واقع شده‌است. میسیسیپی ولی استیت ۴٫۶۵ کیلومتر مربع مساحت و ۸۰۵ نفر جمعیت دارد و ۳۴۳٫۸۲ متر بالاتر از سطح دریا واقع شده‌است.
این منطقه که یک مکان مختص سرشماری است محل میسسیپی ولی استیت یونیورسیتی در ولی استیت میسیسیپی می‌باشد و در مجاورت ایتا بنا در ایالت میسیسیپی است.